# Kassym-Jomart Tokayev
Kassym-Jomart Kemeluly Tokayev (em cazaque:  Қасым-Жомарт Кемелұлы Тоқаев; Almati, 17 de maio de 1953) é um político e diplomata cazaque e atual presidente do Cazaquistão desde 20 de março de 2019. Ele se tornou presidente interino após à renúncia de Nursultan Nazarbayev, em 19 de março de 2019 após 29 anos no cargo.
Formado pelo Instituto Estatal de Relações Internacionais de Moscou, Tokayev começou sua carreira em 1975, quando trabalhou como diplomata em Cingapura e na China. Em 1992, tornou-se vice-ministro das relações exteriores do Cazaquistão, onde esteve envolvido nas questões do desarmamento nuclear dentro das antigas repúblicas soviéticas. Em março de 1999, Tokayev tornou-se vice-primeiro-ministro. Em outubro de 1999, com o aval do Parlamento, foi nomeado primeiro-ministro pelo presidente Nursultan Nazarbayev. A partir de 2002, Tokayev serviu como Ministro das Relações Exteriores, onde continuou a desempenhar um papel ativo no campo de não proliferação nuclear. Ele então atuou como presidente do Senado cazaque de 11 de janeiro de 2007 a 15 de abril de 2011 e de 16 de outubro de 2013 a 19 de março de 2019 e foi diretor-geral do Escritório das Nações Unidas em Genebra de 12 de março de 2011 a 16 de outubro de 2013.
Em 2019, Tokayev assumiu o cargo de presidente interino do Cazaquistão após a renúncia de Nursultan Nazarbayev. Tokayev, membro do partido governante Nur-Otan, concorreu nas eleições presidenciais realizadas em 9 de junho de 2019 com o apoio de Nazarbayev como candidato do partido, vencendo com 71% dos votos, o que foi recebido com críticas por organizações internacionais e pela oposição, enfrentando escrutínio público. Depois de ser plenamente empossado em 12 de junho de 2019, Tokayev prometeu continuar as políticas de Nazarbayev nas esferas do desenvolvimento do país, incluindo reformas sociais e econômicas. Durante sua presidência, ele promulgou várias reformas, incluindo o aumento dos salários dos trabalhadores, a redução da corrupção, a abolição da pena de morte e a descentralização do governo local. A partir de 2020, Tokayev passou pela crise econômica e pelos problemas causados pela pandemia de Covid-19 e pela Guerra no Afeganistão e tem procurado resolver a inflação crescente do Cazaquistão, os temores de terrorismo doméstico, migração ilegal, tráfico de drogas, desenvolvimento de energia nuclear, bem como a implantação da vacinação contra o Covid-19. Em 2022, ele demitiu todo seu gabinete após os violentos protestos eclodirem no país.
Desde que se tornou presidente, a influência política e o papel de Tokayev no Cazaquistão tinham crescido constantemente além de Nazarbayev, pois ele assumiu várias outras posições poderosas que eram anteriormente realizadas por Nazarbayev. Apesar de conseguir manter a estabilidade do país, garantir a transição política e promulgar novas reformas, o governo de Tokayev tem permanecido autoritário com os abusos dos direitos humanos.

## Carreira política

### União Soviética
Seu pai, Kemel Tokayev (1923-1986), era um veterano da Segunda Guerra Mundial e famoso escritor cazaque. Sua mãe, Turar Shabarbayeva (1931-2000), trabalhou no Instituto de Línguas Estrangeiras de Alma-Ata. Em 1970, Tokayev ingressou no Instituto Estadual de Relações Internacionais de Moscou. Em seu quinto ano, ele foi enviado a treinamento na embaixada soviética na China, por seis meses. Após a formatura do Instituto Estatal de Relações Internacionais de Moscou, em 1975, Tokayev ingressou no Ministério das Relações Exteriores da URSS e foi enviado à embaixada soviética em Singapura. Em 1979, ele retornou a Secretaria de Estado do Ministério das Relações Exteriores da URSS. Em 1983, ele foi novamente para a China para o Instituto de Língua de Pequim. Ele foi depois enviado à embaixada soviética em Pequim, onde serviu até 1991 como Segundo Secretário, Primeiro Secretário e Conselheiro. Em 1991, ele matriculou-se na Academia Diplomática do Ministério das Relações Exteriores da URSS, em Moscou, em um curso de formação para diplomatas seniores.

### Cazaquistão
Em 1992, Tokayev foi nomeado vice-ministro das Relações Exteriores do Cazaquistão. Em 1993, tornou-se primeiro vice-ministro dos Negócios Estrangeiros e em 1994 foi nomeado ministro dos Negócios Estrangeiros. Em março de 1999, ele foi promovido para o cargo de vice-primeiro-ministro. Em outubro de 1999, com o endosso do Parlamento, ele foi nomeado primeiro-ministro pelo Decreto do Presidente do Cazaquistão. Em janeiro de 2002, ele renunciou e foi posteriormente nomeado Secretário de Estado - Ministro dos Negócios Estrangeiros. Tokayev continuou a atuar como Ministro das Relações Exteriores até janeiro de 2007, quando foi eleito Presidente do Senado do Cazaquistão.
Tokayev ocupou o cargo de Ministro dos Negócios Estrangeiros durante dez anos (1994-1999, 2002-2007).
Como Ministro das Relações Exteriores, Tokayev desempenhou um papel ativo no campo da não-proliferação nuclear. Em 1995 e 2005, participou das Conferências de Revisão do Tratado de Não-Proliferação de Armas Nucleares (TNP) em Nova York. Em 1996, ele assinou o Tratado de Proibição Completa de Testes Nucleares (CTBT) em Nova York, e em 2005 o Tratado sobre uma Zona Livre de Armas Nucleares na Ásia Central (CANWFZ) em Semipalatinsk. Ele foi eleito presidente do Conselho de Ministros das Relações Exteriores da Comunidade de Estados Independentes e da Organização de Cooperação de Xangai. Tokayev participou de dez sessões da Assembleia Geral das Nações Unidas.[5]

Sua opinião sobre o sistema político do Cazaquistão: 
"Presidente forte, o parlamento autoritário, o governo responsável"

(disse na Conferência Parlamentarista em Astana, 24 de novembro de 2014).

Sobre a questão do uso do alfabeto latino para escrever a língua cazaque, disse durante as audiências parlamentares sobre educação em 22 de setembro de 2017: 
"Temos que cumprir essa tarefa de importância estratégica: a adoção do alfabeto latino. Como o chefe de Estado observou que o uso do alfabeto latino é um passo em direção à integração no sistema global de ciência e educação, garantindo nossa unidade espiritual. Precisamos conduzir este trabalho de maneira ponderada e gradual, sem "grandes saltos. Mas também não adianta atrasá-lo. O principal é que não temos o direito de cometer erros".

## Diretor-geral do Escritório das Nações Unidas em Genebra
Tokayev com Sergey Lavrov e John Kerry em 13 de setembro de 2013
Em março de 2011, o secretário-geral das Nações Unidas anunciou a nomeação de Tokayev como subsecretário-geral, diretor-geral do Escritório das Nações Unidas em Genebra, e Representante Pessoal do secretário-geral das Nações Unidas para a Conferência sobre Desarmamento. Ele serviu como secretário-geral da Conferência sobre Desarmamento. Ele também foi o oficial designado para segurança e proteção do pessoal da ONU na Suíça.
Tokayev tem doutorado em Ciência Política, sendo autor de nove livros e numerosos artigos sobre assuntos internacionais. É também membro da Academia Mundial de Arte e Ciência, membro do Painel de Pessoas Eminentes da Conferência de Segurança de Munique, professor honorário da Universidade de Shenzhen, professor honorário e doutor da Academia Diplomática do Ministério de Relações Exteriores da Universidade de Shenzhen, bem como membro do seu Conselho de Administração. Ele também é reitor honorário da Escola de Diplomacia e Relações Internacionais de Genebra. Como Diretor Geral da UNOG, recebeu o prêmio "Academicus" da Universidade de Genebra. De acordo com a instituição biográfica russa, Tokayev foi eleito uma "pessoa do ano - 2018".

## Vida pessoal
Fluente em cazaque, russo, inglês e chinês e tem conhecimento de francês. Recebeu de vários prêmios estaduais do Cazaquistão e outros países. Ele foi presidente da Federação de Tênis de Mesa do Cazaquistão por 13 anos. Tokayev é divorciado e tem um filho.